# Pomacentrus stigma
Pomacentrus stigma är en fiskart som beskrevs av Fowler och Bean 1928. Pomacentrus stigma ingår i släktet Pomacentrus och familjen Pomacentridae. Inga underarter finns listade i Catalogue of Life.